# Goold Island National Park
Goold Island National Park är en nationalpark i Australien.   Den ligger i delstaten Queensland, i den nordöstra delen av landet, 1 900 km norr om huvudstaden Canberra. Goold Island National Park ligger 347 meter över havet. Arean är 8,2 kvadratkilometer. Den ligger på ön Goold Island.